# Brestanica

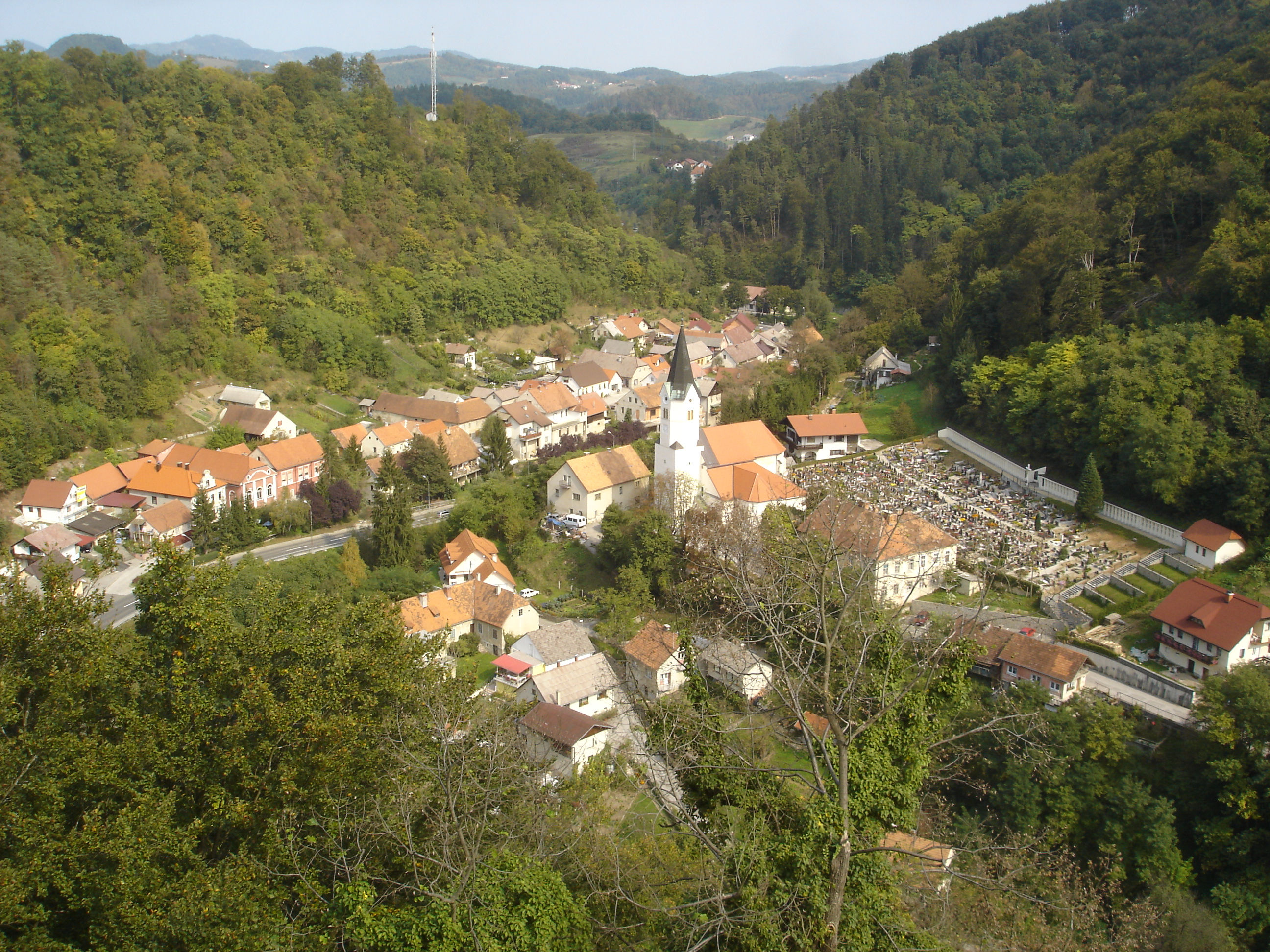
Blick auf Brestanica

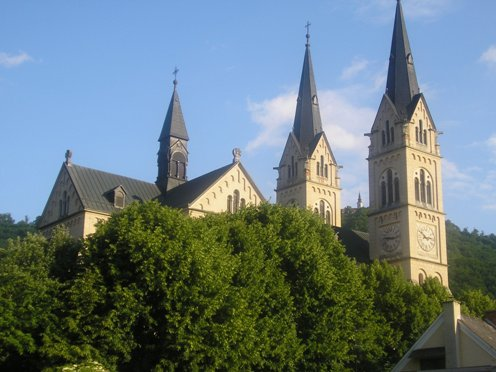
Wallfahrtskirche

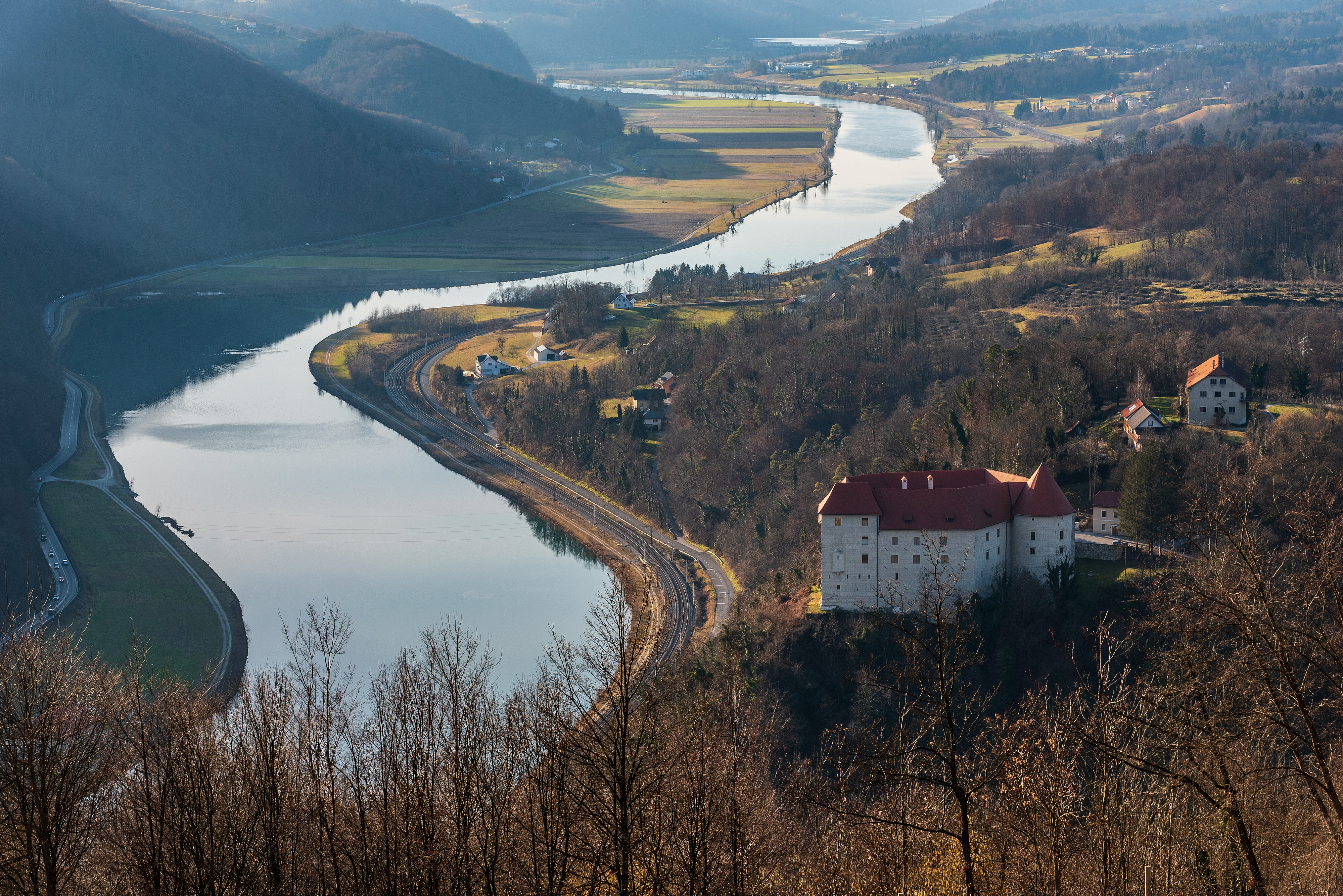
Schloss Reichenburg

Brestanica (ausgesprochen: [ˈbɾeːstanitsa]; deutsch: Reichenburg in der Steiermark) ist eine Siedlung in der slowenischen Stadtgemeinde Krško in der Landschaft Posavje im Südosten des Landes. Die Gegend ist Teil der historischen Region Untersteiermark und gehört heute zur Region Posavska.

## Ortsname
Bis 1952 hieß die Siedlung auf Slowenisch Rajhenburg, nach der ortsbeherrschenden Burg Reichenburg. Dieser Name wurde 895 in schriftlichen Quellen als Richenburch bezeugt.
Der Name der Siedlung wurde 1952 von Rajhenburg in Brestanica geändert, und zwar auf der Grundlage des Gesetzes über Siedlungsnamen und Bezeichnungen von Plätzen, Straßen und Gebäuden von 1948, als Teil der Bemühungen der slowenischen kommunistischen Nachkriegsregierung, deutsche Namen aus Ortsbezeichnungen zu entfernen. Früher war der offizielle deutsche Name Reichenburg in der Steiermark. Der Name Brestanica wurde von dem die Siedlung durchfließenden Bach Brestanica, einem Zufluss zur Save, abgeleitet. Der Name des Baches wurde in schriftlichen Quellen um 1500 als Brestanza und im 16. Jahrhundert als Prestonicz bezeugt. Das Hydronym leitet sich von *Brěstovьnica (basierend auf dem allgemeinen Substantiv *brěstъ „Ulme“) ab und bedeutet wörtlich „Ulmenbach“.

## Geschichte
Auf dem Hügel oberhalb von Brestanica, wo sich heute die Burg befindet, existierte wahrscheinlich eine prähistorische Siedlung. Zu den Überresten aus der Römerzeit zählen Meilensteine der römischen Straße entlang der Save und Spuren einer Brücke über den Fluss. Bereits im 13. Jahrhundert wurde unterhalb der Reichenburg eine Siedlung bezeugt, die im 14. Jahrhundert das Marktrecht erhielt, darunter das Recht auf vier Jahrmärkte. Die Siedlung wurde 1476 bei einem osmanischen Angriff geplündert und niedergebrannt. In den Jahren 1515 und 1573 kam es im Rahmen der regionalen Bauernaufstände zu erfolglosen Angriffen auf die Burg.
1774 wurde in Brestanica eine Schule gegründet. Am 5. November 1918 marschierten bewaffnete Bergleute und Bauern nach Brestanica und forderten von den Händlern, ihnen Waren zu niedrigen Preisen zu verkaufen.

### Massengrab
In Brestanica befindet sich ein Massengrab aus dem Zweiten Weltkrieg. Das Massengrab in der Hafnar-Schlucht (slowenisch: Grobišče Hafnarjev graben) befindet sich in der Hafnar-Schlucht am Bach Suhadol, gegenüber von Schloss Reichenburg. Es enthält die Überreste von bis zu 186 kroatischen und serbischen Soldaten sowie 20 bis 30 slowenischen Zivilisten.

## Sehenswürdigkeiten
- Burg Reichenburg (Grad Rajhenburg)

- Schloss Thurn (Spodnji grad Turn)[7][8]
- Wallfahrtskirche Basilika Unserer Lieben Frau von Lourdes